# Charles Nungesser
Charles Eugene Jules Marie Nungesser (Párizs, 1892. március 15. – Észak-Atlanti térség, 1927. május 8.) francia katona, ászpilóta. Az első világháború során 43 igazolt légi győzelmet szerzett, amellyel Franciaország 3. legeredményesebb vadászpilótájává vált. A repülést a háború befejeződését követően nem adta fel, a továbbiakban mint sportrepülő tevékenykedett. 1927-ben egy biplánnal akart óceánrepülést végrehajtani. Párizstól egészen New Yorkig szándékozott elrepülni. Május 8-a körül eltűnt a tengeren, feltehetően életét vesztette.

## Élete

### Ifjúkora
Nungesser 1892-ben született Franciaország fővárosában, Párizsban. Feltehetően jó eredménnyel végezte el iskoláit, ugyanis a későbbiekben mint repülőgép-tervező mérnök tevékenykedett. Sokat utazott, az első világháború kitörésekor éppen Dél-Amerikában tartózkodott. Nyomban hazatért és csatlakozott a hadsereghez, ahol a lovassághoz került. 

### Katonai szolgálata
A lovasság kötelékében több bevetésen is részt vett, egy komolyabb sérülés után pedig beadta jelentkezését a Francia Légierőhöz. Itt a V106-os századhoz osztották be, ahol 1915. július 31-én megszerezte első légi győzelmét, egy Albatros típusú német repülőgép ellen. Győzelmének megszerzését követően az N65-ös századba helyezték át. 

## Lásd még
- Franciaország
- Első világháború